# گورا شوینتی ماوگوژاته
گورا شوینتی ماوگوژاته (به لاتین: Góra Świętej Małgorzaty) یک روستا در لهستان است که در گمینا گورا شوینتی ماوگوژاته واقع شده‌است. گورا شوینتی ماوگوژاته ۱۳۶ متر بالاتر از سطح دریا واقع شده‌است.